# Dubai Tennis Championships 2008
Il Dubai Tennis Championships 2008 è stato un torneo di tennis giocato sulla cemento. 
È stata la 16ª edizione del Dubai Tennis Championships, 
che fa parte della categoria International Series Gold nell'ambito dell'ATP Tour 2008, 
e della Tier II nell'ambito del WTA Tour 2008.
Sia il torneo maschile che quello femminile si sono giocati al Dubai Tennis Stadium di Dubai negli Emirati Arabi Uniti,
quello femminile dal 25 febbraio al 1º marzo, quello maschile dal 3 all'8 marzo 2008.

## Campioni

### Singolare maschile
Andy Roddick ha battuto in finale  Feliciano López con il punteggio di 6(8)–7, 6–4, 6–2

### Singolare femminile
Elena Dement'eva ha battuto in finale  Svetlana Kuznecova con il punteggio di 4–6, 6–3, 6–2

### Doppio maschile
Mahesh Bhupathi /  Mark Knowles hanno battuto in finale  Martin Damm /  Pavel Vízner con il punteggio di 7–5, 7–6(7)

### Doppio femminile
Cara Black /  Liezel Huber hanno battuto in finale  Zi Yan /  Jie Zheng con il punteggio di 7–5, 6–2